# Centro Cultural Andaluz y Artístico Manuel de Falla
Centro Cultural Andaluz y Artístico Manuel de Falla es va fundar el 1986 i va inaugurar la seva primera seu social l'any següent. L'objectiu de l'entitat és el manteniment dels vincles culturals i socials amb el poble andalús, i la difusió de les expressions culturals andaluses a Catalunya.
L'entitat ha organitzat una gran quantitat d'activitats des de la seva fundació: conferències, exposicions, obres de teatre, concerts, cant coral, cante flamenc, dansa, excursions, gastronomia, trobades culturals, etc. Els grups estables de l'entitat han actuat, entre altres escenaris, a la Fira d'Abril de Catalunya, al Parc de Montjuïc, al Saló de Cent de l'Ajuntament de Barcelona, a certàmens internacionals i als Jocs Olímpics de 1992, sota la direcció de Cristina Hoyos.
El Centro Cultural Manuel de Falla, gràcies a les seves activitats formatives en diferents camps artístics, s'ha convertit en el planter de diversos artistes joves que actualment treballen com a professionals a les millors companyies. Durant els últims anys han patrocinat nous valors culturals del districte tant al festival flamenc a Nou Barris com en altres espais escènics de la ciutat. Finalment, cal destacar la participació activa del Centro Cultural Manuel de Falla dins de la comissió per a la instal·lació en el Parc de la Guineueta d'una estàtua de Blas Infante. També destaquen les diverses activitats de caràcter social que ha portat a terme l'entitat: concerts i actuacions a benefici de Sarajevo, col·laboracions amb la Creu Roja, col·laboracions amb col·lectius de treballadors, activitats benèfiques de Nadal, etc.
El 2004 va rebre la Medalla d'Honor de Barcelona.